# Movimento Internazionale della Croce Rossa e della Mezzaluna Rossa
Il Movimento Internazionale della Croce Rossa e della Mezzaluna Rossa, spesso indicato semplicemente come Croce Rossa o Mezzaluna Rossa, costituisce la più grande organizzazione umanitaria del mondo.
Il movimento è costituito dal Comitato internazionale con sede a Ginevra, dalla Federazione internazionale delle società e dalle società nazionali (al momento 191). I suoi componenti sono circa 80 milioni nel mondo. L'8 maggio viene festeggiata Giornata mondiale della Croce Rossa e Mezzaluna Rossa.

## Storia
Nel 1863 Jean Henry Dunant, insieme ad altri quattro cittadini svizzeri (il giurista Gustave Moynier, il generale Guillaume-Henri Dufour e i medici Louis Appia e Theodore Maunoir) crea il Comitato ginevrino di soccorso dei militari feriti comunemente chiamato Comitato dei cinque, predecessore del Comitato Internazionale della Croce Rossa. Il motivo che spinse Dunant a fondare il Comitato fu la terribile carneficina e la disorganizzazione con cui furono portati i soccorsi durante la battaglia di Solferino e San Martino (24 giugno 1859).
Il Comitato dei cinque promuove le idee di Henry Dunant proposte nel libro Un ricordo di Solferino ed il 26 ottobre 1863 organizza, a Ginevra, una Conferenza Internazionale con l'adesione di 18 rappresentanti di 14 Paesi che firmeranno, il 29 ottobre dello stesso anno, la Prima Carta Fondamentale contenente dieci risoluzioni che definiscono le funzioni ed i mezzi dei Comitati di soccorso.
Questi gli stati che firmarono la Prima Carta Fondamentale:
- Confederazione Elvetica
- Granducato di Baden
- Regno del Belgio
- Regno di Danimarca
- Regno di Spagna
- Secondo Impero Francese
- Granducato di Assia
- Regno d'Italia
- Regno dei Paesi Bassi
- Regno del Portogallo
- Regno di Prussia
- Regno di Württemberg

Nasce, così, il Movimento Internazionale della Croce Rossa.
Nel febbraio del 1864 scoppia la guerra tra la Danimarca e la Prussia. È la prima occasione per le Società Nazionali di Soccorso per intervenire in aiuto dei feriti e delle vittime da entrambe le parti, ma si rendono subito conto della difficoltà di intervento e della necessità di un serio impegno da parte degli stati circa la protezione del personale e delle strutture dedite alla cura delle vittime e dei feriti di guerra.
Così, l'8 agosto 1864, il governo elvetico convoca una conferenza diplomatica alla quale partecipano i rappresentanti di 12 nazioni (Gli USA sono l'unico stato non europeo a partecipare alla conferenza). La conferenza si conclude il 22 agosto 1864 con la ratifica della prima convenzione di Ginevra per il miglioramento della sorte dei feriti in battaglia.
Nel 1876 la Turchia dichiarò l’intenzione da parte della propria organizzazione umanitaria di non servirsi del simbolo della croce, che sarebbe stato sostituito da una mezzaluna, sempre di colore rosso in campo bianco. Tale esempio fu seguito da altri paesi islamici e nel 1929 fu riconosciuto ufficialmente.
Nel 1919 un dirigente della società nazionale della Croce Rossa Americana, Henry P. Davidson, vista l'ingente quantità di persone e mezzi utilizzati nelle attività di Croce Rossa durante la prima guerra mondiale, propose per la prima volta l'impiego di queste risorse anche in tempo di pace, ponendo le basi per la costituzione della Lega delle Società della Croce Rossa il 5 maggio 1919 a Parigi che nel 1991 prese il nome di Federazione Internazionale delle Società di Croce Rossa e Mezzaluna Rossa.
L'organizzazione è stata insignita del Premio Nobel per la Pace in tre diverse occasioni: nel 1917, nel 1944 e nel 1963.

### Evoluzione dell'emblema
Originariamente il movimento ebbe un unico simbolo, quello della Croce Rossa su campo bianco. Il simbolo della croce non nacque con riferimenti religiosi: in origine era inteso come una versione a colori invertiti della bandiera svizzera, e voleva richiamare la neutralità della nazione. Va specificato tuttavia che la croce presente nella bandiera svizzera ha indubbie origini cristiane.

#### La mezzaluna
Nel 1876, però, l'Impero ottomano sollevò delle obiezioni in merito, e comunicò al governo svizzero (depositario della convenzione di Ginevra) l'intenzione di non servirsi del simbolo della croce, considerandolo offensivo nei confronti dei soldati musulmani, ma del simbolo della luna crescente. Per conservare l'unità del movimento, il Comitato internazionale prese atto della decisione e consentì l'uso della mezzaluna rossa su campo bianco.
Solo nel 1929, al termine di una lunga serie di conferenze, l'esistenza del nuovo simbolo venne riconosciuta giuridicamente e la Mezzaluna Rossa venne adottata dalla maggioranza dei paesi islamici.

#### I tre simboli
Successivamente l'Iran fece in modo che venisse aggiunto il Leone e Sole Rossi (i simboli della Persia) alla lista degli emblemi protettivi.
L'articolo 38 della Prima Convenzione di Ginevra del 12 agosto 1949 riconosceva quindi tre emblemi per il movimento della Croce Rossa e Mezzaluna Rossa Internazionale:
- la Croce Rossa
- la Mezzaluna Rossa
- il Leone e Sole Rosso

Croce rossa
Mezzaluna rossa
Leone e Sole rosso

Il Leone e Sole Rosso, pur essendo ancora previsto dalle Convenzioni di Ginevra, non è più stato usato dal 1980: l'Iran ha optato da allora per la Mezzaluna Rossa, ma si è riservato il diritto di riutilizzarlo in qualsiasi momento.

#### La Stella di David Rossa ed il terzo protocollo: Cristallo Rosso
Nel 1949 Israele ha richiesto l'aggiunta di una Stella di David Rossa, sostenendo che siccome i simboli cristiani e musulmani sono riconosciuti dovrebbe esserlo anche quello ebraico. Questo simbolo è stato utilizzato dalla Magen David Adom, ma non è stato riconosciuto dalle leggi umanitarie internazionali: il movimento della Croce Rossa ha rigettato la richiesta di Israele, poiché se allo stato ebraico (o a qualsiasi altro gruppo) venisse concesso un nuovo simbolo, non ci sarebbe fine alle richieste di nuovi emblemi da parte di gruppi religiosi o culturali. Questo contrasterebbe con l'intenzione originaria del simbolo della Croce Rossa, che era di avere un unico simbolo per segnalare veicoli ed edifici protetti su base umanitaria.
Per rispondere al rifiuto, da parte di alcune nazioni, di accettare come emblemi la Croce Rossa o la Mezzaluna Rossa, è stato proposto di creare un nuovo emblema che sia accettabile da tutte le nazioni indipendentemente dalla loro cultura o religione. Il movimento ha quindi sviluppato un nuovo simbolo: l'emblema del terzo protocollo, il Cristallo Rosso, all'interno del quale potranno essere inseriti i simboli locali o anche nessun simbolo. L'emblema del terzo protocollo è il simbolo ufficiale della Croce Rossa e Mezzaluna Rossa Internazionale dall'8 dicembre 2005, approvato con 98 voti favorevoli, 27 contrari e 9 astensioni.
Anche Israele, nel giugno 2006, ha successivamente adottato l'emblema del terzo protocollo, rinunciando all'uso della Stella di David, conservandolo però per usi interni e utilizzando il nuovo simbolo nelle missioni all'estero.
Sebbene consentita dal terzo protocollo, la combinazione del cristallo rosso con la Croce Rossa insieme alla Mezzaluna Rossa non è utilizzata da nessuna società nazionale; le società dell'Eritrea e del Kazakistan hanno manifestato il loro interesse a utilizzare questa combinazione.

Stella di David rossa
Il Cristallo rosso, emblema del terzo protocollo
Il nuovo simbolo adottato da Israele
Il Cristallo rosso con croce e mezzaluna rosse

## Organizzazione
Il movimento è composto da diverse organizzazioni distinte che sono legalmente indipendenti l'una dall'altra, ma sono unite all'interno del movimento attraverso principi di base comuni, obiettivi, simboli, statuti e organizzazioni governative.
Le parti del movimento sono:
- Comitato internazionale della Croce Rossa, ha sede a Ginevra e uffici esterni, chiamati delegazioni, in circa ottanta paesi. Gli è stato riconosciuto lo status di osservatore all'Assemblea generale delle Nazioni Unite.
- Federazione internazionale delle società di Croce Rossa e Mezzaluna Rossa, fondata nel 1919, è una ONG che riunisce tutte le società nazionali di Croce Rossa e Mezzaluna Rossa.
- Società di Croce Rossa e Mezzaluna Rossa Internazionale, cioè le 191 singole società nazionali della Federazione internazionale delle società della Croce rossa e della Mezzaluna rossa. Quest'ultima include anche la Stella rossa della Magen David Adom in Israele.

## Principi fondamentali

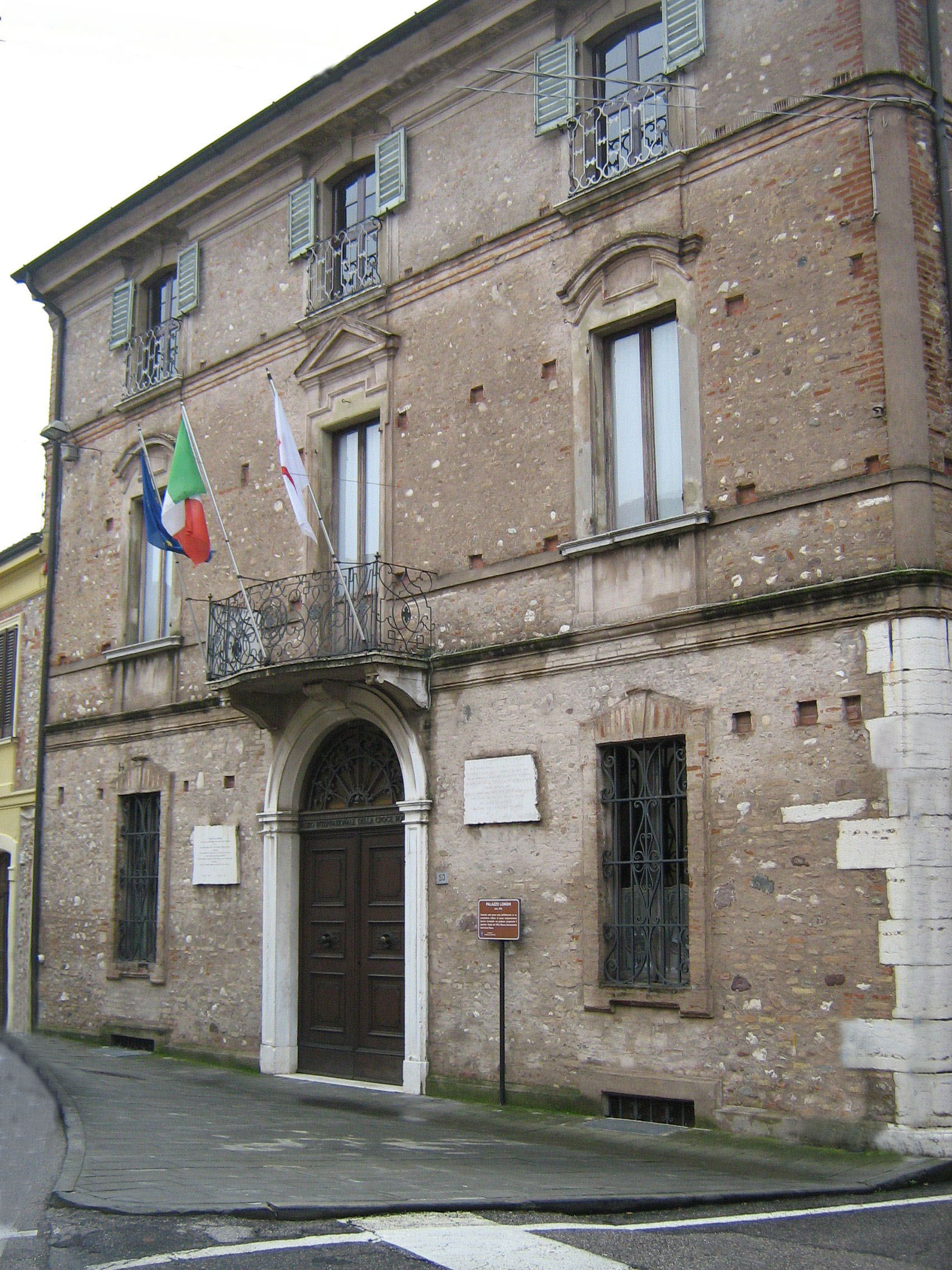
Castiglione delle Stiviere, Museo Internazionale della Croce Rossa

Il movimento della Croce Rossa e della Mezzaluna Rossa Internazionale opera sulla base di sette principi fondamentali:
- Umanità: "Nato dalla preoccupazione di soccorrere senza discriminazioni i feriti dei campi di battaglia, il Movimento Internazionale della Croce Rossa e della Mezzaluna Rossa, sia a livello internazionale che nazionale, opera per prevenire e alleviare in ogni circostanza le sofferenze degli uomini. Si applica a proteggere la vita e la salute, e a far rispettare la persona umana. Opera per la reciproca comprensione, l'amicizia, la cooperazione e una pace durevole tra tutti i popoli.".
- Imparzialità: "Non fa alcuna distinzione di nazionalità, razza, religione, di condizione sociale o di appartenenza politica. Si dedica esclusivamente a soccorrere gli individui a seconda della gravità e dell'urgenza delle loro sofferenze."
- Neutralità: "Per conservare la fiducia di tutti, il Movimento si astiene dal prendere parte alle ostilità così come, anche in tempo di pace, alle controversie d'ordine politico, razziale, religioso e ideologico."
- Indipendenza: "Il Movimento è indipendente. Le Società Nazionali di Croce Rossa e Mezzaluna svolgono le loro attività umanitarie come ausiliarie dei poteri pubblici e sono sottoposte alle leggi in vigore dei rispettivi paesi. Tuttavia esse devono conservare un'autonomia che permetta loro di operare sempre secondo i Principi del Movimento."
- Volontarietà: "La Croce Rossa è un movimento di soccorso volontario e disinteressato."
- Unità: "In un paese non può esserci che un'unica Società di Croce Rossa o di Mezzaluna Rossa. Essa dev'essere aperta a tutti e deve estendere la sua attività umanitaria all'intero territorio."
- Universalità: "Il Movimento Internazionale della Croce Rossa e della Mezzaluna Rossa è universale: in esso tutte le Società hanno uguali diritti ed il dovere di aiutarsi reciprocamente."

Questi principi furono enunciati ufficialmente per la prima volta nella XX Conferenza Internazionale della Croce Rossa svoltasi nel 1965 a Vienna, prendendo spunto da quanto scritto da Jean Pictet nel suo libro del 1962 La Dottrina della Croce Rossa. Da allora tutte le manifestazioni ufficiali del Movimento sono aperte con la loro lettura.

## Convenzioni di Ginevra

### Uso dell'emblema

Emblema del Comitato Internazionale della Croce Rossa

La bandiera della Croce Rossa

La convenzione garantisce neutralità e protezione alle ambulanze, agli ospedali militari, al personale sanitario, al materiale sanitario nonché ai feriti di ogni parte ed al personale civile di ogni parte che si adopera per migliorare la sorte dei feriti.
In base a tale Convenzione l'emblema dell'organizzazione, posto sui veicoli e sugli edifici umanitari e sanitari, fa sì che siano protetti dagli attacchi militari.
Come previsto dalla Convenzione di Ginevra, l'emblema della Croce Rossa deve essere usato solo per evidenziare:
- strutture per la cura di feriti e malati dei membri delle forze armate;
- equipaggiamento e personale medico delle forze armate;
- personale sanitario e religioso, al seguito delle forze armate;
- gruppi della Croce Rossa quali il Comitato Internazionale della Croce Rossa, la Federazione Internazionale delle Società di Croce Rossa e Mezzaluna Rossa, e le Società Nazionali di Croce Rossa e di Mezzaluna Rossa.

La Convenzione di Ginevra obbliga i suoi firmatari a prevenire l'uso non autorizzato del nome e dell'emblema, in tempo di guerra o di pace, allo scopo di garantire il rispetto universale del simbolo.
Nonostante ciò, l'emblema, con colori differenti, è un simbolo internazionale che indica pronto soccorso, unità paramediche e simili ma in maniera del tutto non autorizzata. Infatti l'uso dell'emblema della Croce Rossa è consentito, come protezione, solo ed esclusivamente agli ospedali civili. In tutti gli altri casi (medici, ambulanze non Croce Rossa ecc.) si tratta di abuso dell'emblema. L'uso dell'emblema della Croce Rossa distintivo è concesso solo alle sue componenti (in tutto tre in Italia, Volontari, Corpo Militare della Croce Rossa Italiana e Infermiere Volontarie).
Oggi l'organizzazione conta più di 115 milioni di volontari. In Italia è rappresentata dall'Associazione Italiana della Croce Rossa, più nota come Croce Rossa Italiana.

### Le convenzioni
Le quattro Convenzioni di Ginevra del 12 agosto 1949, unitamente ai due Protocolli Aggiuntivi del 1977 ed al Protocollo Aggiuntivo del 2005, costituiscono il corpo fondamentale del Diritto Internazionale Umanitario dei conflitti armati e forniscono una solida base per l'azione del Movimento Internazionale della Croce Rossa e della Mezza Luna Rossa.
- I convenzione di Ginevra: Per il miglioramento delle condizioni dei militari feriti o malati in campagna[9]
- II convenzione di Ginevra: Per il miglioramento delle condizioni dei militari feriti, malati o naufraghi in mare[10]
- III convenzione di Ginevra: Per il miglioramento delle condizioni dei prigionieri di guerra[11]
- IV convenzione di Ginevra: Per la protezione dei civili in tempo di guerra[12]

I due protocolli aggiuntivi alle convenzioni di Ginevra 1977 si riferiscono alle vittime dei conflitti internazionali e non.

## Personalità rilevanti
- Ferdinando Palasciano: Precursore del movimento della Croce Rossa
- Jean Henri Dunant: Fondatore del movimento della Croce Rossa

## Altri enti del Movimento
- CCORC (Caribbean Cooperation of the Red Cross): associazione di 16 Società nazionali della regione dei Caraibi;
- ERNA (European Red Cross Red Crescent Network on HIV and AIDS and TB): associazione di Società Nazionali europee volta alla lotta all'HIV/AIDS ed alla tubercolosi;
- PIROI (Plate-forme d'Intervention Régionale de l'Océan Indien): associazione della Croce Rossa francese e di 6 società nazionali della regione dell'Oceano Indiano;
- RCP (Regional Cooperation Programme of Central Asia and Caucasia Red Cross and Red Crescent Societies): associazione di 9 società nazionali dell'Asia centrale e Caucaso;
- Red Cross/EU Office - Bureau Croix-Rouge/UE: associazione delle Società nazionali degli stati membri della Unione europea e ufficio dell'IFRC presso l'UE;
- Rome Consensus: associazione di 119 Società nazionali per la lotta alla Tossicodipendenza;
- The Red Cross/Red Crescent Climate Center: ufficio dell'IFRC per lo studio e la prevenzione dei disastri dovuti ai cambiamenti climatici.

## Musei
- Museo internazionale della Croce Rossa e della Mezzaluna Rossa, Ginevra
- Museo Internazionale della Croce Rossa, Castiglione delle Stiviere